# Catharina de' Medici
Catharina de' Medici (Frans: Catherine de Médicis) (Florence, 13 april 1519 — Blois, 5 januari 1589) was koningin van Frankrijk van 1547 tot 1559. Ze was een dochter van Lorenzo II de' Medici, heerser van Florence, die op zijn beurt weer een neef van paus Leo X was. Zij huwde in oktober 1533 op 14-jarige leeftijd met de even oude Hendrik II van Frankrijk, tweede zoon van Frans I, die in 1547 zijn vader opvolgde.

## Typering
Zij was een intelligente en politiek bekwame vrouw, die tientallen jaren een hoofdrol speelde in de Hugenotenoorlogen die in de tweede helft van de 16e eeuw Frankrijk verscheurden. Godsdienstige overwegingen maakte zij ondergeschikt aan intriges ter wille van de politieke macht van het Huis Valois waartoe zij door haar huwelijk met Hendrik II was gaan behoren. Haar omgang met de Florentijnse astroloog Cosimo Ruggieri wijst op bijgelovigheid. Haar reputatie van boosaardige gifmengster lijkt echter schromelijk overdreven. Catharina was uitzonderlijk actief als beschermvrouwe en opdrachtgeefster van kunstenaars en architecten.

## Huwelijk en rivaliteit met Diane de Poitiers
Haar huwelijk met Hendrik II was omstreden omdat zij volgens het hof eigenlijk onvoldoende status had om met de Franse kroonprins te trouwen. Haar verre nicht Diana van Poitiers, een twintig jaar oudere hofdame die een belangrijk aandeel in Hendriks opvoeding had gehad na de dood van zijn moeder toen hij vijf jaar oud was, had een belangrijke rol in het arrangeren van dit huwelijk.
Tijdens de regering van Hendrik, die in 1547 de troon besteeg, had Catharina weinig invloed op staatszaken. Omdat kinderen uit haar huwelijk lange tijd uitbleven, overwoog Hendrik zelfs echtscheiding. Tussen 1544 en 1556 kregen Catharina en Hendrik echter alsnog tien kinderen, van wie er drie op jonge leeftijd stierven. Diane, die al spoedig na het huwelijk Hendriks maîtresse was geworden, had een veel prominentere rol en bemoeide zich later zelfs met de opvoeding van Catharina's kinderen; in 1538 kreeg Diane zelf een kind van Hendrik. Daarnaast kreeg Hendrik in 1551 en 1557 nog twee kinderen bij twee andere maîtresses. Diane bleef echter een belangrijke politieke rol spelen.

## Politieke rol

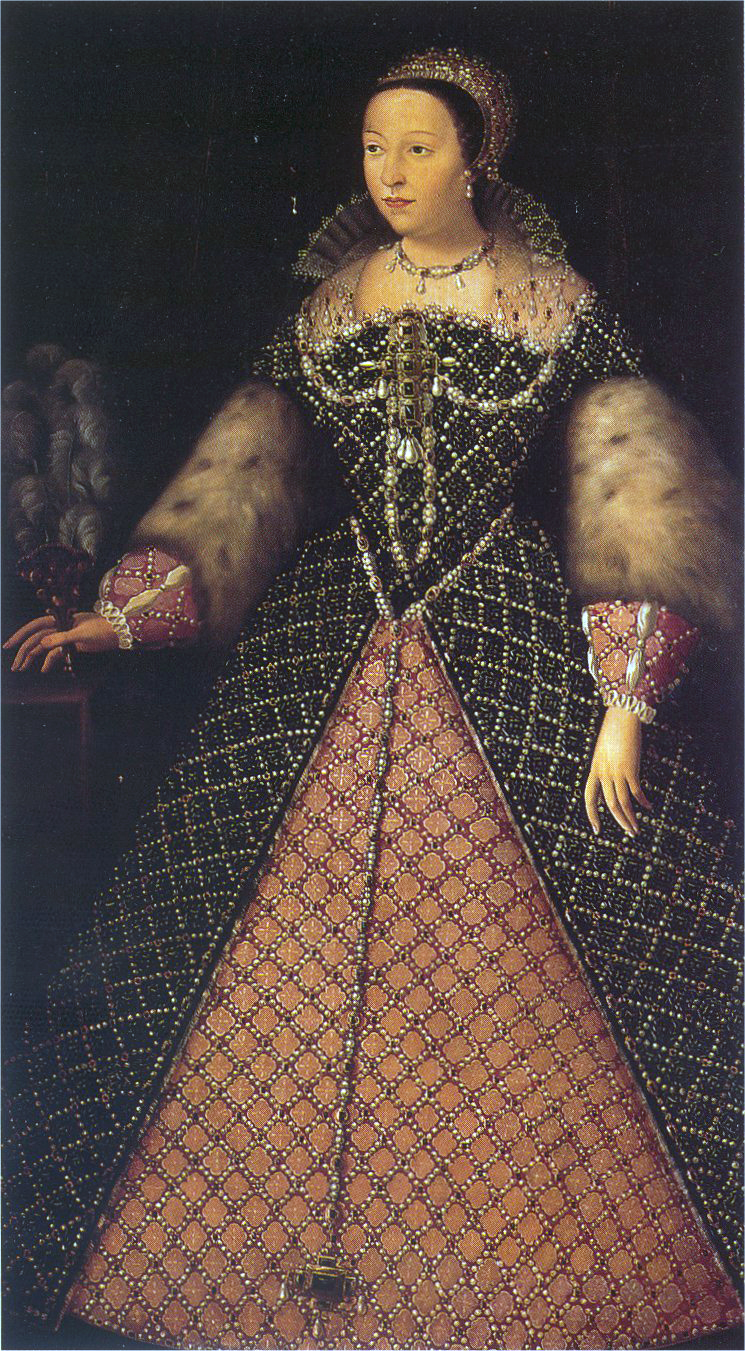
Catharina de' Medici als koningin van Frankrijk

Catharina begon pas op 40-jarige leeftijd een politieke rol te spelen; in 1559 sloten Spanje en Frankrijk na een langdurige oorlog de Vrede van Cateau-Cambrésis. Om die kracht bij te zetten, werd haar veertienjarige dochter Elisabeth van Valois verloofd met Don Carlos, de zoon van Filips II van Spanje; toen diens vrouw Maria Tudor stierf en hij het vertrouwen in Don Carlos verloren had, meende hij er goed aan te doen dan maar zelf met Elizabeth te trouwen, om voor een goede opvolger te kunnen zorgen.

Datzelfde jaar werd Hendrik ernstig gewond bij een steekspel dat ter gelegenheid van het verdrag werd gehouden. De oudste zoon Frans II was toen nog maar vijftien jaar. Catharina nam voorlopig de macht aan het hof over en weigerde ondanks verschillende verzoeken van de koning Diane tot hem toe te laten. Hendrik stierf tien dagen na het ongeval, waarna Catharina Diane onmiddellijk de deur wees, zonder dat zij Hendriks begrafenis mocht bijwonen. De kroonjuwelen moest zij teruggeven. De laatste zeven jaar van haar leven sleet Diane in het kasteel van Anet, dat haar door Hendrik geschonken was.
Tijdens het kortstondige bewind van Hendriks oudste zoon Frans II (1559–1560) had Frans van Guise de feitelijke macht in handen; Frans II werd net iets te oud bevonden om aan Catharina een formele status als regentes te geven, maar zij had toch aanzienlijke invloed op hem. De gebroeders Guise verhevigden de vervolging van de hugenoten, waar Catharina zich wel tegen uitsprak, maar zich niet tegen kon of wilde verzetten. Zij was geen radicale katholiek zoals de Guises, maar veel begrip voor het protestantisme had ze ook niet echt.
Al spoedig braken de Hugenotenoorlogen uit, mede als gevolg van de politieke instabiliteit na de dood van Hendrik, die streng had opgetreden tegen de protestantse hugenoten. Catharina stelde zich ten doel de macht van het Huis Valois te handhaven door het systematisch tegen elkaar uitspelen van de beide radicale politiek-godsdienstige fracties: katholieken onder de Guises en hugenoten onder de Coligny's. Daarmee koos zij in feite partij voor de 'politiques', de gematigde katholieken die niet helemaal tegen godsdienstvrijheid waren.
Na de vroege dood van haar oudste zoon Frans moest haar tienjarige zoon Karel IX hem opvolgen. Catharina wist de Guises opzij te schuiven en zelf het regentschap waar te nemen (1560–1563). In 1565 kwam zij met haar dochter Elizabeth en de hertog van Alva in Bayonne samen om de mogelijkheid van een gezamenlijke strijd tegen het calvinisme te bespreken. Niettemin zocht ze tegelijkertijd toenadering tot de Coligny's, omdat de Guises naar haar oordeel te machtig werden. Zij beraamde een huwelijk van haar tweede dochter, Margaretha, met de calvinistische Hendrik van Navarra en onderhandelde tegelijkertijd over een huwelijk van haar jongste zoon, Frans van Anjou, met de ook al protestantse Elizabeth I van Engeland. Dit huwelijk ging echter niet door, vooral omdat Frans katholiek was. De plannen van admiraal de Coligny om ter ondersteuning van Willem van Oranje een oorlog tegen Spanje in de Zuidelijke Nederlanden te beginnen, gingen haar echter te ver.
Het huwelijk van haar dochter Margaretha met Hendrik van Navarra ging wel door, maar de toenemende invloed van Coligny aan het hof bracht haar ertoe om, met de steun van Hendrik I van Guise bij gelegenheid van dit huwelijk, toen er natuurlijk veel protestantse edelen te gast waren, een massamoord te laten aanrichten in de Bartholomeusnacht (23 op 24 augustus 1572). Hierbij kwam onder anderen Gaspard de Coligny om. Bruidegom Hendrik van Navarra overleefde het ternauwernood en bekeerde zich haastig tot het katholicisme. Het zou niet zijn laatste bekering zijn. Karel stierf al in 1574 en werd opgevolgd door Catharina's derde zoon, Hendrik III van Frankrijk. Die was toen al 23, zodat een regentschap niet nodig was. Toch bleef haar invloed tot aan het einde groot.

## Overlijden en nalatenschap
Zij overleed te Blois op 5 januari 1589, slechts enkele dagen na de moord op haar tegenstander Hendrik I van Guise op bevel van haar zoon koning Hendrik III. Zij heeft dus niet meer hoeven meemaken dat Hendrik III in augustus van dat jaar zelf vermoord werd, waarmee na 271 jaar een eind kwam aan het Huis Valois. Haar schoonzoon Hendrik van Navarra besteeg de troon als eerste vorst van het Huis Bourbon onder de naam Hendrik IV.
Catharina de' Medici liet een belangrijke verzameling kunstwerken na, waaronder meer dan honderd portretschilderingen van haarzelf en haar familie. Een groot deel van haar kunstcollectie, waaronder de beroemde Valoistapijten, liet ze na aan haar favoriete kleinkind, Christine van Lotharingen (1565-1637). Christine trouwde kort voor Catharina's dood, in mei 1589, met Ferdinando I de' Medici, groothertog van Toscane, waarmee Catharina's bezittingen voor een deel terugkeerden naar de Medici's in Florence.
Catharina is ook de geschiedenis ingegaan als organisator van spectaculaire, extravagante en geldverslindende hoffeesten, zogenaamde "magnificences", waarvan een aantal vereeuwigd zijn op de Valoistapijten. Zo organiseerde zij in 1564 meerdaagse feesten te Fontainebleau, in 1565 te Bayonne en in 1573 in de Tuilerieën.

## Kinderen
Hendrik II en Catharina de' Medici hadden tien kinderen:
- Frans (19 januari 1544 – Parijs, 5 december 1560), Latere koning Frans II, huwde met Maria I van Schotland
- Elisabeth (Fontainebleau, 2 april 1545 – Madrid, 3 oktober 1568), huwde met Filips II van Spanje
- Claudia (Fontainebleau, 12 november 1547 – Nancy, 21 februari 1575), huwde met Karel III van Lotharingen
- Lodewijk (Saint-Germain-en-Laye, 3 februari 1549 – 1549/1550), hertog van Orléans
- Karel Maximiliaan (27 juni 1550 – 30 mei 1574), Latere koning Karel IX, huwde Elisabeth van Oostenrijk
- Eduard Alexander Hendrik (19 september 1551 – 2 augustus 1589), Latere koning Hendrik III, laatste koning van het huis Valois
- Margaretha (14 mei 1553 – Parijs, 27 maart 1615), hertogin van Valois, huwde met Hendrik van Navarra
- Frans Hercule (18 maart 1555 – 10 juni 1584), hertog van Alençon en Anjou
- Johanna (Fontainebleau, 24 juni 1556, overleed diezelfde dag)
- Victoria (Fontainebleau, 24 juni 1556 – Amboise, augustus 1556)

## Kwartierstaat
| Lorenzo I de' Medici (1449-1492) | Lorenzo I de' Medici (1449-1492) | Lorenzo I de' Medici (1449-1492) | Lorenzo I de' Medici (1449-1492) | Lorenzo I de' Medici (1449-1492)        | Lorenzo I de' Medici (1449-1492)        | Clarice Orsini (ca. 1453-1488)          | Clarice Orsini (ca. 1453-1488)          | Clarice Orsini (ca. 1453-1488)          | Clarice Orsini (ca. 1453-1488)          | Clarice Orsini (ca. 1453-1488)    | Clarice Orsini (ca. 1453-1488)    |                                   |                                   | Roberto Orsini (overleden in 1479) | Roberto Orsini (overleden in 1479) | Roberto Orsini (overleden in 1479) | Roberto Orsini (overleden in 1479) | Roberto Orsini (overleden in 1479) | Roberto Orsini (overleden in 1479) | Caterina Sanseverino         | Caterina Sanseverino         | Caterina Sanseverino | Caterina Sanseverino | Caterina Sanseverino             | Caterina Sanseverino |  |  | Bertrand VI de La Tour d'Auvergne (1417-1497) | Bertrand VI de La Tour d'Auvergne (1417-1497) | Bertrand VI de La Tour d'Auvergne (1417-1497) | Bertrand VI de La Tour d'Auvergne (1417-1497) | Bertrand VI de La Tour d'Auvergne (1417-1497) | Bertrand VI de La Tour d'Auvergne (1417-1497) | Louise de La Trémoille          | Louise de La Trémoille          | Louise de La Trémoille          | Louise de La Trémoille          | Louise de La Trémoille                      | Louise de La Trémoille                      |                                             |                                             | Jan VIII van Bourbon-Vendôme (ca. 1428-1478) | Jan VIII van Bourbon-Vendôme (ca. 1428-1478) | Jan VIII van Bourbon-Vendôme (ca. 1428-1478) | Jan VIII van Bourbon-Vendôme (ca. 1428-1478) | Jan VIII van Bourbon-Vendôme (ca. 1428-1478) | Jan VIII van Bourbon-Vendôme (ca. 1428-1478) | Isabella van Beauvau (overleden in 1475) | Isabella van Beauvau (overleden in 1475) | Isabella van Beauvau (overleden in 1475) | Isabella van Beauvau (overleden in 1475) | Isabella van Beauvau (overleden in 1475) | Isabella van Beauvau (overleden in 1475) |  |  |  |  |  |  |  |  |  |  |  |  |  |  |  |  |  |  |  |  |  |  |  |  |  |  |  |  |  |  |  |  |  |  |  |  |  |  |  |  |  |  |  |  |  |  |  |  |
| Lorenzo I de' Medici (1449-1492) | Lorenzo I de' Medici (1449-1492) | Lorenzo I de' Medici (1449-1492) | Lorenzo I de' Medici (1449-1492) | Lorenzo I de' Medici (1449-1492)        | Lorenzo I de' Medici (1449-1492)        | Clarice Orsini (ca. 1453-1488)          | Clarice Orsini (ca. 1453-1488)          | Clarice Orsini (ca. 1453-1488)          | Clarice Orsini (ca. 1453-1488)          | Clarice Orsini (ca. 1453-1488)    | Clarice Orsini (ca. 1453-1488)    |                                   |                                   | Roberto Orsini (overleden in 1479) | Roberto Orsini (overleden in 1479) | Roberto Orsini (overleden in 1479) | Roberto Orsini (overleden in 1479) | Roberto Orsini (overleden in 1479) | Roberto Orsini (overleden in 1479) | Caterina Sanseverino         | Caterina Sanseverino         | Caterina Sanseverino | Caterina Sanseverino | Caterina Sanseverino             | Caterina Sanseverino |  |  | Bertrand VI de La Tour d'Auvergne (1417-1497) | Bertrand VI de La Tour d'Auvergne (1417-1497) | Bertrand VI de La Tour d'Auvergne (1417-1497) | Bertrand VI de La Tour d'Auvergne (1417-1497) | Bertrand VI de La Tour d'Auvergne (1417-1497) | Bertrand VI de La Tour d'Auvergne (1417-1497) | Louise de La Trémoille          | Louise de La Trémoille          | Louise de La Trémoille          | Louise de La Trémoille          | Louise de La Trémoille                      | Louise de La Trémoille                      |                                             |                                             | Jan VIII van Bourbon-Vendôme (ca. 1428-1478) | Jan VIII van Bourbon-Vendôme (ca. 1428-1478) | Jan VIII van Bourbon-Vendôme (ca. 1428-1478) | Jan VIII van Bourbon-Vendôme (ca. 1428-1478) | Jan VIII van Bourbon-Vendôme (ca. 1428-1478) | Jan VIII van Bourbon-Vendôme (ca. 1428-1478) | Isabella van Beauvau (overleden in 1475) | Isabella van Beauvau (overleden in 1475) | Isabella van Beauvau (overleden in 1475) | Isabella van Beauvau (overleden in 1475) | Isabella van Beauvau (overleden in 1475) | Isabella van Beauvau (overleden in 1475) |  |  |  |  |  |  |  |  |  |  |  |  |  |  |  |  |  |  |  |  |  |  |  |  |  |  |  |  |  |  |  |  |  |  |  |  |  |  |  |  |  |  |  |  |  |  |  |  |
|                                  |                                  |                                  |                                  |                                         |                                         |                                         |                                         |                                         |                                         |                                   |                                   |                                   |                                   |                                    |                                    |                                    |                                    |                                    |                                    |                              |                              |                      |                      |                                  |                      |  |  |                                               |                                               |                                               |                                               |                                               |                                               |                                 |                                 |                                 |                                 |                                             |                                             |                                             |                                             |                                              |                                              |                                              |                                              |                                              |                                              |                                          |                                          |                                          |                                          |                                          |                                          |  |  |  |  |  |  |  |  |  |  |  |  |  |  |  |  |  |  |  |  |  |  |  |  |  |  |  |  |  |  |  |  |  |  |  |  |  |  |  |  |  |  |  |  |  |  |  |  |
|                                  |                                  |                                  |                                  | Piero di Lorenzo de' Medici (1471-1503) | Piero di Lorenzo de' Medici (1471-1503) | Piero di Lorenzo de' Medici (1471-1503) | Piero di Lorenzo de' Medici (1471-1503) | Piero di Lorenzo de' Medici (1471-1503) | Piero di Lorenzo de' Medici (1471-1503) |                                   |                                   |                                   |                                   |                                    |                                    | Alfonsina Orsini (1472-1520)       | Alfonsina Orsini (1472-1520)       | Alfonsina Orsini (1472-1520)       | Alfonsina Orsini (1472-1520)       | Alfonsina Orsini (1472-1520) | Alfonsina Orsini (1472-1520) |                      |                      |                                  |                      |  |  |                                               |                                               |                                               |                                               | Jan IV van Auvergne (1467-1501)               | Jan IV van Auvergne (1467-1501)               | Jan IV van Auvergne (1467-1501) | Jan IV van Auvergne (1467-1501) | Jan IV van Auvergne (1467-1501) | Jan IV van Auvergne (1467-1501) |                                             |                                             |                                             |                                             |                                              |                                              | Johanna van Bourbon (1465-1511)              | Johanna van Bourbon (1465-1511)              | Johanna van Bourbon (1465-1511)              | Johanna van Bourbon (1465-1511)              | Johanna van Bourbon (1465-1511)          | Johanna van Bourbon (1465-1511)          |                                          |                                          |                                          |                                          |  |  |  |  |  |  |  |  |  |  |  |  |  |  |  |  |  |  |  |  |  |  |  |  |  |  |  |  |  |  |  |  |  |  |  |  |  |  |  |  |  |  |  |  |  |  |  |  |
|                                  |                                  |                                  |                                  | Piero di Lorenzo de' Medici (1471-1503) | Piero di Lorenzo de' Medici (1471-1503) | Piero di Lorenzo de' Medici (1471-1503) | Piero di Lorenzo de' Medici (1471-1503) | Piero di Lorenzo de' Medici (1471-1503) | Piero di Lorenzo de' Medici (1471-1503) |                                   |                                   |                                   |                                   |                                    |                                    | Alfonsina Orsini (1472-1520)       | Alfonsina Orsini (1472-1520)       | Alfonsina Orsini (1472-1520)       | Alfonsina Orsini (1472-1520)       | Alfonsina Orsini (1472-1520) | Alfonsina Orsini (1472-1520) |                      |                      |                                  |                      |  |  |                                               |                                               |                                               |                                               | Jan IV van Auvergne (1467-1501)               | Jan IV van Auvergne (1467-1501)               | Jan IV van Auvergne (1467-1501) | Jan IV van Auvergne (1467-1501) | Jan IV van Auvergne (1467-1501) | Jan IV van Auvergne (1467-1501) |                                             |                                             |                                             |                                             |                                              |                                              | Johanna van Bourbon (1465-1511)              | Johanna van Bourbon (1465-1511)              | Johanna van Bourbon (1465-1511)              | Johanna van Bourbon (1465-1511)              | Johanna van Bourbon (1465-1511)          | Johanna van Bourbon (1465-1511)          |                                          |                                          |                                          |                                          |  |  |  |  |  |  |  |  |  |  |  |  |  |  |  |  |  |  |  |  |  |  |  |  |  |  |  |  |  |  |  |  |  |  |  |  |  |  |  |  |  |  |  |  |  |  |  |  |
|                                  |                                  |                                  |                                  |                                         |                                         |                                         |                                         |                                         |                                         | Lorenzo II de' Medici (1492-1519) | Lorenzo II de' Medici (1492-1519) | Lorenzo II de' Medici (1492-1519) | Lorenzo II de' Medici (1492-1519) | Lorenzo II de' Medici (1492-1519)  | Lorenzo II de' Medici (1492-1519)  |                                    |                                    |                                    |                                    |                              |                              |                      |                      |                                  |                      |  |  |                                               |                                               |                                               |                                               |                                               |                                               |                                 |                                 |                                 |                                 | Madeleine de La Tour d'Auvergne (1498-1519) | Madeleine de La Tour d'Auvergne (1498-1519) | Madeleine de La Tour d'Auvergne (1498-1519) | Madeleine de La Tour d'Auvergne (1498-1519) | Madeleine de La Tour d'Auvergne (1498-1519)  | Madeleine de La Tour d'Auvergne (1498-1519)  |                                              |                                              |                                              |                                              |                                          |                                          |                                          |                                          |                                          |                                          |  |  |  |  |  |  |  |  |  |  |  |  |  |  |  |  |  |  |  |  |  |  |  |  |  |  |  |  |  |  |  |  |  |  |  |  |  |  |  |  |  |  |  |  |  |  |  |  |
|                                  |                                  |                                  |                                  |                                         |                                         |                                         |                                         |                                         |                                         | Lorenzo II de' Medici (1492-1519) | Lorenzo II de' Medici (1492-1519) | Lorenzo II de' Medici (1492-1519) | Lorenzo II de' Medici (1492-1519) | Lorenzo II de' Medici (1492-1519)  | Lorenzo II de' Medici (1492-1519)  |                                    |                                    |                                    |                                    |                              |                              |                      |                      |                                  |                      |  |  |                                               |                                               |                                               |                                               |                                               |                                               |                                 |                                 |                                 |                                 | Madeleine de La Tour d'Auvergne (1498-1519) | Madeleine de La Tour d'Auvergne (1498-1519) | Madeleine de La Tour d'Auvergne (1498-1519) | Madeleine de La Tour d'Auvergne (1498-1519) | Madeleine de La Tour d'Auvergne (1498-1519)  | Madeleine de La Tour d'Auvergne (1498-1519)  |                                              |                                              |                                              |                                              |                                          |                                          |                                          |                                          |                                          |                                          |  |  |  |  |  |  |  |  |  |  |  |  |  |  |  |  |  |  |  |  |  |  |  |  |  |  |  |  |  |  |  |  |  |  |  |  |  |  |  |  |  |  |  |  |  |  |  |  |
|                                  |                                  |                                  |                                  |                                         |                                         |                                         |                                         |                                         |                                         |                                   |                                   |                                   |                                   |                                    |                                    |                                    |                                    |                                    |                                    |                              |                              |                      |                      | Catharina de' Medici (1519-1589) |                      |  |  |                                               |                                               |                                               |                                               |                                               |                                               |                                 |                                 |                                 |                                 |                                             |                                             |                                             |                                             |                                              |                                              |                                              |                                              |                                              |                                              |                                          |                                          |                                          |                                          |                                          |                                          |  |  |  |  |  |  |  |  |  |  |  |  |  |  |  |  |  |  |  |  |  |  |  |  |  |  |  |  |  |  |  |  |  |  |  |  |  |  |  |  |  |  |  |  |  |  |  |  |